# Lingshan
För andra betydelser, se Lingshan (olika betydelser).
Lingshan är ett härad som lyder under Qinzhous stad på prefekturnivå i den autonoma regionen Guangxi i sydligaste Kina.